# Cletopsyllidae
Cletopsyllidae é uma família de crustáceos da ordem Harpacticoida.